# Ostenfeld (Rendsburg)
Ostenfeld (Rendsburg) ist eine Gemeinde im Kreis Rendsburg-Eckernförde in Schleswig-Holstein.

## Geografie und Verkehr
Ostenfeld liegt auf einer kleinen, von Sander- und ehemaligen Moor-Flächen umgebenen, Altmoränenkuppe der Saaleeiszeit, direkt an der Grenze zur weichseleiszeitlichen Jungmoränenlandschaft, die sich östlich ab Bovenau anschließt.
Die Böden der umgebenden Äcker sind, wie die gesamte niedere und hohe Geest Schleswig-Holsteins, aufgrund periglazialer Prozesse sehr viel stärker ausgelaugt (verbraunt, entkalkt und/oder podsoliert) als die fruchtbaren, zwischen Ostenfeld und Bovenau beginnenden Grundmoränenflächen. Diese Lage an der scharfen Grenze zwischen leichteren Geest-Böden im Westen und den schwereren und fruchtbareren Grundmoränen-Flächen im Osten Schleswig-Holsteins bestimmte den Hintergrund der Siedlungsgeschichte Ostenfelds über lange Zeit.
Ostenfeld liegt jeweils nur wenige Kilometer entfernt von dem historischen Ochsenweg, dem ehemaligen Verlauf der Eider als historischer Grenze zwischen Holstein und Schleswig, dem Nord-Ostsee-Kanal und dessen Vorläufer, dem alten Eider-Kanal, der Bundesautobahn 7, dem Autobahnkreuz Rendsburg und der Bahnstrecke Neumünster–Flensburg. Seit 1905 führt die Bahnstrecke Kiel-Hassee–Osterrönfeld durch den Ort, die dort auch zwischenzeitlich eine Bahnstation hatte. Auch die Bundesautobahn 210, ebenfalls von Rendsburg nach Kiel, führt über die Fläche der Gemeinde.

## Geschichte
Der Ortsname tauchte erstmals schriftlich erwähnt im Kieler Stadtbuch auf, in den Jahren 1264 oder 1265 als Herkunftsbezeichnung de Ostenvelde. Ursprünglich bedeutet der Name wohl eine Lagebezeichnung im Sinne von „östlicher Teil des Feldes“.
Das knapp 60 km weiter nordwestlich gelegene Ostenfeld (Husum) wurde abweichend in alten Urkunden dänisch-mundartlich in Ostenfiold beschrieben und kann so eindeutig vom Rendsburger Ostenfeld unterschieden werden.
Auf dem Gebiet der Ostenfelder Gemeinde sind ansonsten bisher vor allem Funde der Steinzeit und der Bronzezeit gemacht worden.
Am 1. November 1970 wurde der Name der Gemeinde Ostenfeld (Kreis Rendsburg) amtlich in Ostenfeld (Rendsburg) geändert.

## Gemeindevertretung
Bei der Kommunalwahl am 14. Mai 2023 wurden insgesamt neun Sitze vergeben. Die Kommunale Wählergemeinschaft Ostenfeld erhielt sieben Sitze und die Aktive Bürger- und Wählerunion zwei Sitze.

## Bilder

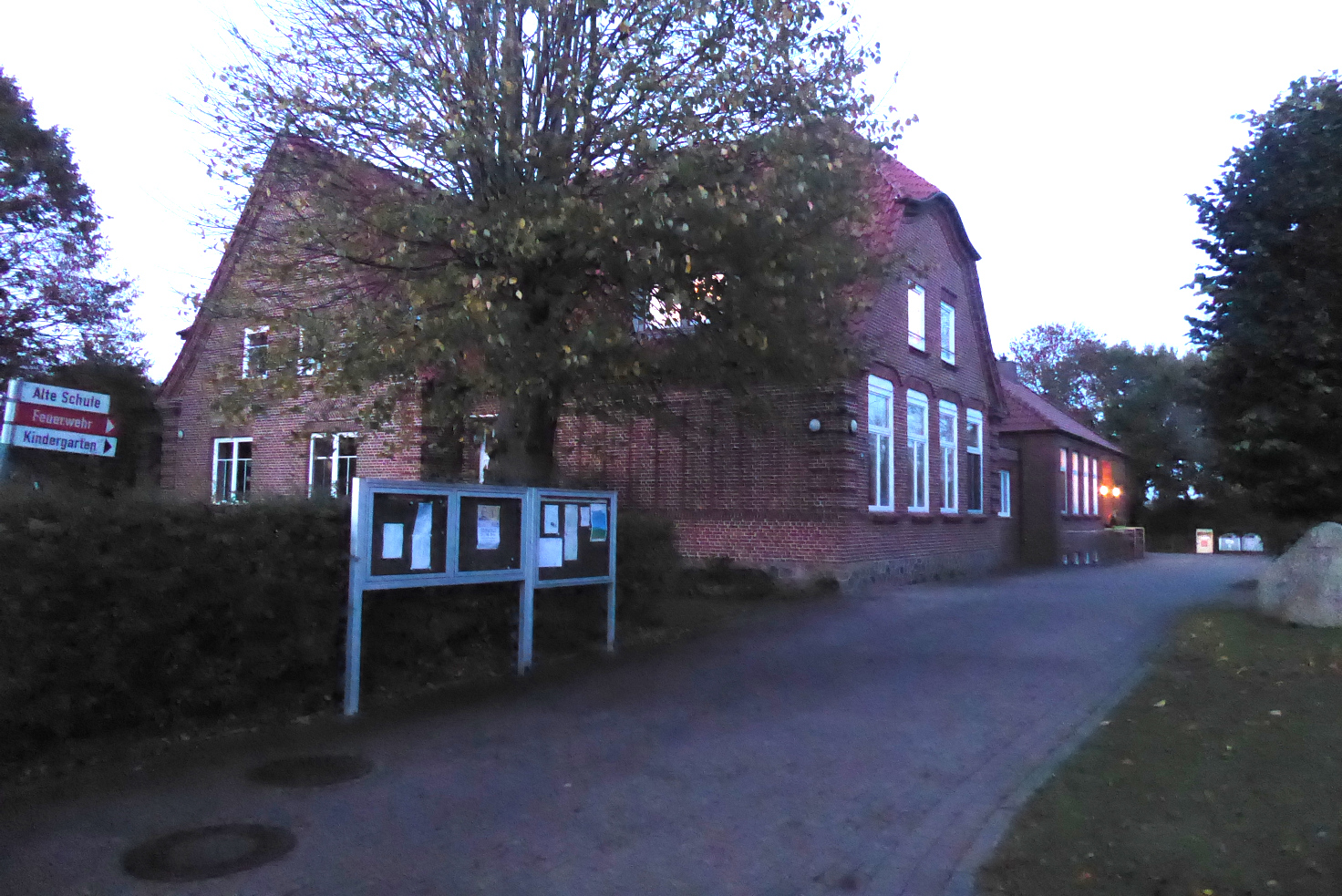
Alte Schule, Kindertagesstätte „Die kleinen Störche“
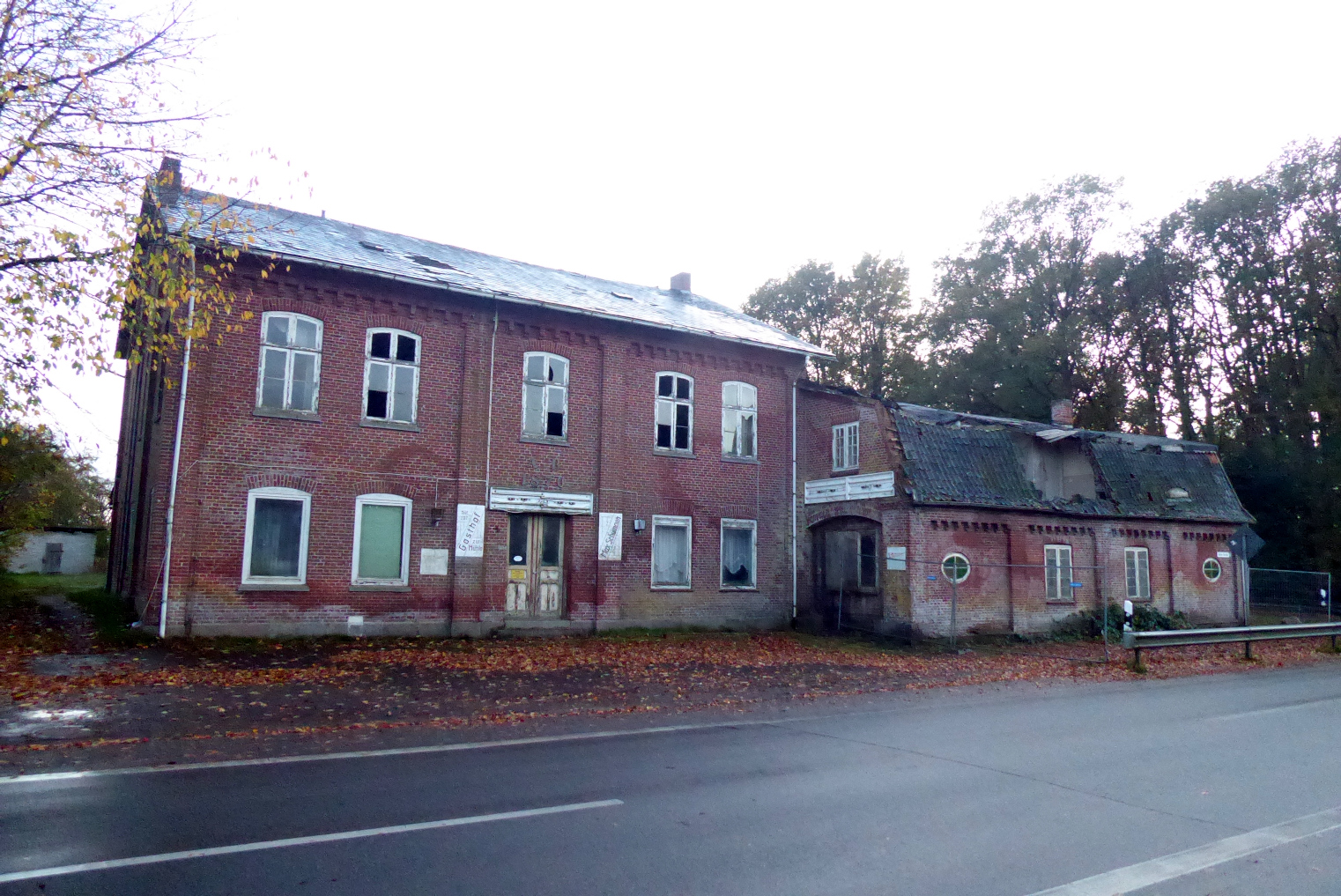
Gasthof Mühle

## Wappen
Blasonierung: „Geteilt. Oben in Rot eine oberhalbe, strahlende goldene Sonne an der Teilungslinie, unten von Grün und Gold sechsmal gestürzt-fächerförmig gespalten.“

## Wirtschaft
Das Gemeindegebiet ist überwiegend landwirtschaftlich geprägt, wobei die Milchwirtschaft vorherrschend ist. Außerdem wird im Gemeindegebiet Kies abgebaut.